# حكومة هاني الملقي الثانية
حكومة هاني الملقي الثانية هي الحكومة رقم 100 منذ إعلان استقلال إمارة شرق الأردن عام 1921 والسابعة عشر في عهد الملك عبدالله الثاني. أدت الحكومة اليمين الدستورية أمام الملك عبدالله الثاني في 28 سيبتمبر 2016. واستمرت في عملها حتى 14 يونيو 2018 وضمت 30 وزيرا بما فيهم الرئيس.
كلّف الملك عبد الله الثاني بن الحسين رئيس الوزراء هاني الملقي بإعادة تشكيل الحكومة بعد استقالة حكومته السابقة في خطوة اعتيادية بعد إجراء الانتخابات النيابية الأردنية 2016 في 20 أيلول (سبتمبر) 2016. .واحتفظت حكومة الملقي الثانية بوزراء الحقائب السيادية، وهي الخارجية والداخلية والمالية والإعلام. وأبقى الملقي على نوابه الثلاثة، جواد العناني للشؤون الاقتصادية والاستثمارية، وناصر جودة وزيراً للخارجية ونائباً لرئيس الوزراء، ومحمد الذنيبات وزيراً للتربية والتعليم ونائباً لرئيس الوزراء.

## كتاب التكليف
عهد الملك عبد الله الثاني إلى هاني الملقي بتشكيل الحكومة مرة أخرى خلفا لحكومته السابقة التي كان يرأسها، والتي قدمت استقالتها في 25 سيبتمبر 2016 بعد حل مجلس النواب كما ينص الدستور. تسلم هاني الملقي كتاب التكليف السامي في 25 سيبتمبر 2016.

## تشكيل الحكومة
ضمت الحكومة الجديدة 30 وزيرا بعد أن كانوا 29 في الحكومة السابقة، واحتفظ أغلب الوزراء في حكومة الملقي الثانية بمناصبهم في الحكومة الجديدة، حيث تم تغيير 9 وزراء من أصل 29 في الحكومة السابقة، ومن أبرز ما جاء في التشكيلة الوزارية الجديدة هو دمج وزارة الاتصالات وتكنولوجيا المعلومات مع وزارة تطوير القطاع العام في وزارة واحدة، تسلمت حقيبتها مجد شويكة، التي كانت تشكل منصب وزير الاتصالات وتكنولوجيا المعلومات في الحكومة السابقة، وتم فصل وزارة الصناعة والتجارة والتموين والتي كانت من اختصاص نائب رئيس الوزراء للشؤون الاقتصادية جواد العناني وتحويلها إلى وزارة مستقلة تسلم حقيبتها يعرب القضاة، وتم استحداث منصبين لوزير الدولة وهما: وزير دولة للشؤون الخارجية ووزير دولة للشؤون الاقتصادية، والغاء منصب وزير دولة السابق الذي كان يشغله خالد الحنيفات.
أما الوزارات التي شملها التغيير فهي : وزارة الثقافة، وزراة التعليم العالي والبحث العلمي، وزارة النقل، وزارة العدل، وزارة الاتصالات وتكنولوجيا المعلومات، وزارة تطوير القطاع العام، وزارة الزراعة، وزارة التنمية الاجتماعية .
| حكومة هاني الملقي الأولى | حكومة هاني الملقي الأولى | حكومة هاني الملقي الأولى                                             | حكومة هاني الملقي الثانية          | حكومة هاني الملقي الثانية                                       |
|                          | الوزير                   | الوزارة                                                              | الوزير                             | الوزارة                                                         |
| ------------------------ | ------------------------ | -------------------------------------------------------------------- | ---------------------------------- | --------------------------------------------------------------- |
| 1                        | هاني فوزي الملقي         | رئيس للوزراء ووزيرا للدفاع                                           | هاني فوزي الملقي                   | رئيسا للوزراء ووزير للدفاع                                      |
| 2                        | جواد أحمد العناني        | نائب لرئيس الوزراء للشؤون الاقتصادية ووزير للصناعة والتجارة والتموين | جواد أحمد العناني                  | نائب لرئيس الوزراء للشؤون الاقتصادية ووزير دولة لشؤون الاستثمار |
| 2                        | جواد أحمد العناني        | نائب لرئيس الوزراء للشؤون الاقتصادية ووزير للصناعة والتجارة والتموين | يعرب فلاح القضاه                   | وزير للصناعة والتجارة والتموين                                  |
| 3                        | محمد محمود الذنيبات      | نائب لرئيس الوزراء لشؤون الخدمات ووزير للتربية والتعليم              | محمد محمود الذنيبات                | نائب لرئيس الوزراء لشؤون الخدمات ووزير للتربية والتعليم         |
| 4                        | "محمد ناصر" سامي جودة    | نائب لرئيس الوزراء ووزير للخارجية وشؤون المغتربين                    | "محمد ناصر" سامي جوده              | نائب لرئيس الوزراء ووزير للخارجية وشؤون المغتربين               |
| 5                        | سلامه حماد               | وزير الداخلية                                                        | سلامه حماد                         | وزير للداخلية                                                   |
| 6                        | حازم كمال الناصر         | وزير المياه والري                                                    | حازم كمال الناصر                   | وزير للمياه والري                                               |
| 7                        | عادل الطويسي             | وزير الثقافة                                                         | نبيه جميل شقم                      | وزير للثقافة                                                    |
| 8                        | موسى حابس المعايطة       | وزير الشؤون السياسية والبرلمانية ووزير للدولة                        | موسى حابس المعايطة                 | وزير للشؤون السياسية والبرلمانية ووزير للدولة                   |
| 9                        | عماد نجيب فاخوري         | وزير التخطيط والتعاون الدولي                                         | عماد نجيب فاخوري                   | وزير للتخطيط والتعاون الدولي                                    |
| 10                       | علي ظاهر الغزاوي         | وزير العمل                                                           | علي ظاهر الغزاوي                   | وزير للعمل                                                      |
| 11                       | محمود ياسين الشياب       | وزير الصحة                                                           | محمود ياسين الشياب                 | وزير للصحة                                                      |
| 12                       | وجيه موسى عويس           | وزير التعليم العالي والبحث العلمي                                    | عادل عيسى الطويسي                  | وزير للتعليم العالي والبحث العلمي                               |
| 13                       | يحيى موسى الكسبي         | وزير النقل                                                           | مالك "الخوري بولس" حداد            | وزير للنقل                                                      |
| 14                       | ياسين مهيب الخياط        | وزير البيئة                                                          | ياسين مهيب الخياط                  | وزير للبيئة                                                     |
| 15                       | وليد محي الدين المصري    | وزير الشؤون البلدية                                                  | وليد محي الدين المصري              | وزير للشؤون البلدية                                             |
| 16                       | إبراهيم حسن سيف          | وزير الطاقة والثروة المعدنية                                         | ابراهيم حسن سيف                    | وزير للطاقة والثروة المعدنية                                    |
| 17                       | محمد حسين المومني        | وزير دولة لشؤون الإعلام                                              | محمد حسين المومني                  | وزير دولة لشؤون الاعلام                                         |
| 18                       | سامي جريس الهلسه         | وزير الأشغال العامة والإسكان                                         | سامي جريس الهلسة                   | وزير للأشغال العامة والاسكان                                    |
| 19                       | بسام سمير التلهوني       | وزير العدل                                                           | عوض عبد البخيت "ابو جراد المشاقبه" | وزير للعدل                                                      |
| 20                       | مجد محمد شويكة           | وزير الاتصالات وتكنولوجيا المعلومات                                  | مجد محمد شويكة                     | وزير للإتصالات وتكنولوجيا المعلومات ووزير لتطوير القطاع العام   |
| 21                       | ياسرة عاصم غوشة          | وزير لتطوير القطاع العام                                             | مجد محمد شويكة                     | وزير للإتصالات وتكنولوجيا المعلومات ووزير لتطوير القطاع العام   |
| 22                       | عمر زهير ملحس            | وزير المالية                                                         | عمر زهير ملحس                      | وزير للمالية                                                    |
| 23                       | رضا الخوالدة             | وزير الزراعة                                                         | خالد موسى الحنيفات                 | وزير للزراعة                                                    |
| 24                       | رامي صالح وريكات         | وزير الشباب                                                          | رامي صالح وريكات                   | وزير للشباب                                                     |
| 25                       | فواز نجيب إرشيدات        | وزير دولة لشؤون رئاسة الوزراء                                        | فواز نجيب ارشيدات                  | وزير دولة لشؤون رئاسة الوزراء                                   |
| 26                       | وائل عربيات              | وزير الأوقاف والشؤون والمقدسات الإسلامية                             | وائل عربيات                        | وزير للأوقاف والشؤون والمقدسات الإسلامية                        |
| 27                       | لينا عناب                | وزير السياحة والآثار                                                 | لينا عناب                          | وزير للسياحة والآثار                                            |
| 28                       | خولة العرموطي            | وزير التنمية الاجتماعية                                              | وجيه طيب عزايزة                    | وزير للتنمية الاجتماعية                                         |
| 29                       | خالد موسى الحنيفات       | وزير دولة                                                            | يوسف محمد منصور                    | وزير دولة للشؤون الاقتصادية                                     |
| 30                       |                          |                                                                      | بشر هاني الخصاونة                  | وزير دولة للشؤون الخارجية                                       |

## التعديلات الوزارية

### التعديل الأول[4]
أجري التعديل الأول على الحكومة بتاريخ 3 أوكتوبر 2016، واقتصر على وزارة النقل، حيث استقال مالك «الخوري بولس» حداد وحل مكانه عبد الكريم الصعوب.

### التعديل الثاني
أجري التعديل الثاني على الحكومة بتاريخ 15 يناير 2017، وشمل هذه المرة 6 حقائب وزارية، واحدة منها تم تغيير اسمها فقط مع احتفاظ الوزير بالمنصب:
| خرج من الفريق الحكومي | خرج من الفريق الحكومي                                   | إنضم إلى الفريق الحكومي | إنضم إلى الفريق الحكومي        |
| الوزير                | الوزارة                                                 | الوزير                  | الوزارة                        |
| --------------------- | ------------------------------------------------------- | ----------------------- | ------------------------------ |
| فواز نجيب ارشيدات     | وزير دولة لشؤون رئاسة الوزراء                           | ممدوح صالح العبادي      | وزير دولة لشؤون رئاسة الوزراء  |
| سلامه حماد            | وزيرا للداخلية                                          | غالب سلامة الزعبي       | وزيرا للداخلية                 |
| "محمد ناصر" سامي جوده | نائب لرئيس الوزراء ووزير للخارجية وشؤون المغتربين       | أيمن حسين الصفدي        | وزيرا للخارجية وشؤون المغتربين |
| بشر هاني الخصاونة     | وزير دولة للشؤون الخارجية                               | بشر هاني الخصاونة       | وزير دولة للشؤون القانونية     |
| محمد محمود الذنيبات   | نائب لرئيس الوزراء لشؤون الخدمات ووزير للتربية والتعليم | عمر أحمد منيف الرزاز    | وزيرا للتربية والتعليم         |
| رامي صالح وريكات      | وزير للشباب                                             | حديثه جمال الخريشه      | وزيرا للشباب                   |

### التعديل الثالث
أجري التعديل الثالث بتاريخ 18 يونيو 2017، وشمل أربع حقائب وزارية :
| خرج من الفريق الحكومي | خرج من الفريق الحكومي                                           | إنضم إلى الفريق الحكومي | إنضم إلى الفريق الحكومي      |
| الوزير                | الوزارة                                                         | الوزير                  | الوزارة                      |
| --------------------- | --------------------------------------------------------------- | ----------------------- | ---------------------------- |
| وجيه طيب عزايزة       | وزير للتنمية الاجتماعية                                         | هاله نعمان "بسيسو لطوف" | وزير للتنمية الاجتماعية      |
| عبدالكريم الصعوب      | وزير للنقل                                                      | جميل علي مجاهد          | وزير للـنـقـل                |
| ابراهيم حسن سيف       | وزير للطاقة والثروة المعدنية                                    | صالح علي الخرابشة       | وزير للطاقة والثروة المعدنية |
| جواد احمد العناني     | نائب لرئيس الوزراء للشؤون الاقتصادية ووزير دولة لشؤون الاستثمار | مهند شحادة الخليل       | وزير دولة لشؤون الاستثمار    |

### التعديل الرابع
أجري التعديل الرابع بتاريخ 17 كانون الثاني 2018، حيث خرج جميل علي مجاهد الذي كان وزير للنقل، وحل مكانه وليد المصري الذي أستلم وزارة النقل ووزارة الشؤون البلدية معا بعد دمجهما.

### التعديل الخامس
اجري التعديل الخامس بتاريخ 25 فبراير 2018، وهو التعديل الأكبر على الحكومة منذ تشكيلها حيث شمل 9 حقائب وزارية:
| خرج من الفريق الحكومي  | خرج من الفريق الحكومي                     | إنضم إلى الفريق الحكومي   | إنضم إلى الفريق الحكومي                            |
| الوزير                 | الوزارة                                   | الوزير                    | الوزارة                                            |
| ---------------------- | ----------------------------------------- | ------------------------- | -------------------------------------------------- |
| ممدوح صالح حمد العبادي | وزير دولة لشؤون رئاسة الوزراء             | جمال أحمد الصرايرة        | نائبا لرئيس الوزراء ووزير دولة لشؤون رئاسة الوزراء |
| مهند شحادة الخليل      | وزير دولة لشؤون الاستثمار                 | جعفر حسان                 | نائبا لرئيس الوزراء ووزير دولة للشؤون الاقتصادية   |
| حازم كمال الناصر       | وزيرا للمياه والري                        | علي ظاهر الغزاوي          | وزيرا للمياه والري                                 |
| علي ظاهر الغزاوي       | وزيرا للعمل                               | سمير سعيد مراد            | وزيرا للعمل                                        |
| ياسين مهيب الخياط      | وزيرا للبيئة                              | نايف حميدي الفايز         | وزيرا للبيئة                                       |
| حديثه جمال الخريشه     | وزيرا للشباب                              | بشير علي الرواشدة         | وزيرا للشباب                                       |
| غالب سلامة الزعبي      | وزيرا للداخلية                            | سمير إبراهيم المبيضين     | وزيرا للداخلية                                     |
| وائل عربيات            | وزيرا للأوقاف والشؤون والمقدسات الإسلامية | عبد الناصر موسى أبو البصل | وزيرا للأوقاف والشؤون والمقدسات الإسلامية          |
| بشر هاني الخصاونة      | وزير دولة للشؤون القانونية                | أحمد علي العويدي          | وزير دولة للشؤون القانونية                         |

## السياسات
تم تشكيل الفريق الاقتصادي الحكومي برئاسة نائب رئيس الوزراء ووزير دولة للشؤون الاقتصادية وعضوية كل من وزراء التخطيط والعمل والنقل والاشغال والاتصالات وتطوير القطاع العام والمالية والسياحة والاثار والزراعة والصناعة والتجارة والتموين والتربية والطاقة ووزير دولة لشؤون الاستثمار والبيئة.

## الاستقالة
قدمت الحكومة استقالتها إلى الملك عبد الله الثاني الذي قبلها بتاريخ 4 يونيو 2018، جاءت هذه الاستقالة بعد موجة من الاحتجاجات في الشارع الأردني ضد سياسات الحكومة وفرض الضرائب على المواطنين ومحاولة لتمرير قانون ضريبة الدخل . واستمرت الحكومة في تصريف الأعمال حتى 14 يونيو إلى أن تشكلت الحكومة الجديدة.